# Tullia Linders
Marrit Tullia Linders, född Rönne 1 juli 1925 i Stockholm, död 25 maj 2008, var en svensk antikvetare..
Linders blev filosofie doktor vid Stockholms universitet 1972 på avhandlingen Studies in the Treasure Records of Artemis Brauronia Found in Athens. Hon var professor i antikens kultur och samhällsliv vid Uppsala universitet 1980–1991 och är särskilt känd för sina studier över grekiska tempelskatters sammansättning och funktion. Hon var ledamot av Nathan Söderblom-Sällskapet. Linders är begravd på Norra begravningsplatsen utanför Stockholm.

## Övriga skrifter i urval
- The Treasurers of the Other Gods in Athens and Their Functions (Beiträge zur klassischen Philologie, 62, 1975)
- Vem är vem i antikens Grekland: människor och gudar under tusen år fram till Kristi födelse (1995)
- Vem är vem i romarriket: människor och gudar (1998)
- Vem är vem i antikens Grekland och i romarriket: människor och gudar (2003)